# Балезин, Александр Степанович
Алекса́ндр Степа́нович Балезин (28 декабря 1952, Москва) — российский историк-африканист, главный научный сотрудник Отдела региональных исследований (Центр африканских исследований) ИВИ РАН.. ИСАА при МГУ по специальности «история Африки, референт-переводчик» (1975, диплом с отличием), очная аспирантура Института всеобщей истории (1978, Ленинская стипендия) .
С 1979 года — младший, научный, старший, ведущий, главный научный сотрудник Института всеобщей истории, с 1990 по 2012 год — доцент, а затем профессор ИСАА МГУ, с 2010 по наст. время профессор ГАУГН по совместительству..

## Биография
Александр Степанович Балезин родился в семье советских учёных Степана Афанасьевича Балезина и Тамары Иосифовны Балезиной. Степан Афанасьевич был доктором химических наук, Тамара Иосифовна участвовала в создании советского пенициллина. Александр Степанович писал, что он хотел походить на отца и ему тоже нравилась химия, но не желая находится «в тени отца» решил избрать другую профессию. В 9 классе он на каникулы поехал к родителям в Индию (в проекте ЮНЕСКО работал в миссии Индию Степан Ананасьевич). После поездки Александр Степанович решил стать востоковедом. Он посещать в школу молодого востоковеда при Институте Восточных языков при МГУ, а затем поступил в институт. В институте был зачислен в группу где изучался суахили.
В 1975 году Александр Степанович с отличием окончил Институт стран Азии и Африки (ИСАА) МГУ им. М. В. Ломоносова по специальности востоковед-историк (история Африки). В этот же год поступил аспирантом в Институт всеобщей истории (ИВИ) РАН. В 1978 году получил Ленинскую стипендию. Научным руководителем Александра Степановича был академик Аполлон Борисович Давидсон. После окончания аспирантуры в 1979 году был принят на работу в институт. В 1980 году защитил кандидатскую диссертацию по теме «Колониализм и традиционные институты в Уганде, 1918—1939», а в 1994 году докторскую диссертацию по теме «Формирование и эволюция немецкой поселенческой общины в ЮЗА/Намибии. 1814—1990».
Александр Степанович автор многих книг о Тропической Африке, в ИСАА МГУ читал курсы о истории Африки в новое и новейшее время, также читал лекции об Африке в Государственном академическом университете гуманитарных наук. Читал циклы лекций в университетах ЮАР, Намибии, ФРГ.

## Труды
- Балезин А.С. Африканские правители и вожди в Уганде (Эволюция традиционных властей в условиях колониализма. 1862—1962). — М.: «Наука» , ГРВЛ, 1986. — 276 с.
- Балезин А.С. У Великих африканских озер (монархи и президенты Уганды). — М.: «Наука» , ГРВЛ, 1989. — 208 с. — (Рассказы о странах Востока).
- Балезин А.С. ( В соавторстве с А.В. Притворовым и С.А. Слипченко.). История Намибии в новое и новейшее время. — М.: Восточная литература, 1993. — 255 с.
- Балезин А.С. Цивилизаторы в стране дикарей? Формирование и эволюция немецкой поселенческой общины в ЮЗА/Намибии. 1814—1990. — М.: ИВИ РАН, 1996. — 282 с.
- Балезин А.С. Архивные источники по новой и новейшей истории Африки на языке суахили. Хрестоматия. — М.: ИСАА при МГУ, 2002. — 69 с. — ISBN 5-89221-046-04.
- Балезин А.С. Тропическая и Южная Африка в Новое и Новейшее время: люди, проблемы, события. Учебное пособие. — М.: Книжный Дом Университет, 2008. — 272 с.
- Балезин А.С. Черная Африка и Европа: к проблеме встречи культур в колониальную эпоху.. — М.: ИВИ РАН, 2015. — 220 с.
- Чёрная Африка : Прошлое и настоящее : учебное пособие по Новой и Новейшей истории Тропической Африки / под редакцией А. С. Белезина ; С. В. Мазова ; И. И. Филатовой ; Институт всеобщей истории РАН. — М. : Университет Дмитрия Пожарского (Русский фонд содействия образованию и науке), 2016. — 704 с. — ISBN 978-5-91244-179-0.

- Балезин А.С. По Африке в поисках России. Путевые заметки историка.. — М.: ИВИ РАН, 2004. — 116 с.